# Kulgam
Kulgam là một thị xã và là nơi đặt ủy ban khu vực quy hoạch (notified area committee) của quận Anantnag thuộc bang Jammu và Kashmir, Ấn Độ.

## Địa lý
Kulgam có vị trí 33°39′B 75°01′Đ / 33,65°B 75,02°Đ Nó có độ cao trung bình là 1739 mét (5705 feet).

## Nhân khẩu
Theo điều tra dân số năm 2001 của Ấn Độ, Kulgam có dân số 13.523 người. Phái nam chiếm 56% tổng số dân và phái nữ chiếm 44%. Kulgam có tỷ lệ 52% biết đọc biết viết, thấp hơn tỷ lệ trung bình toàn quốc là 59,5%: tỷ lệ cho phái nam là 63%, và tỷ lệ cho phái nữ là 38%. Tại Kulgam, 11% dân số nhỏ hơn 6 tuổi.